# Natuurreservaat Barsa-Kelmes

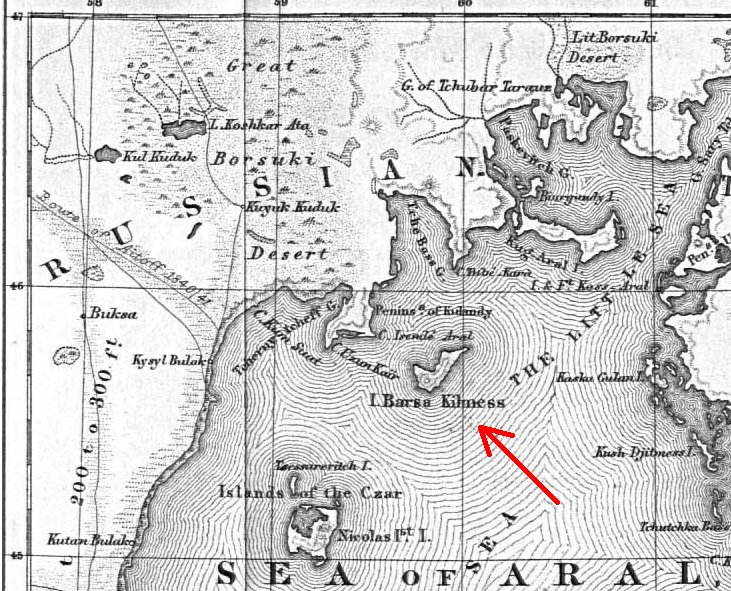
Ligging van het Barsa-Kelmes eiland

Het Natuurreservaat Barsa-Kelmes werd opgericht in 1939 op het eiland Barsa-Kelmes in het Aralmeer in het gedeelte dat in Kazachstan ligt. Doordat de omliggende zee door uitdroging veranderde in een woestijn werd het eiland een plateau.
Het gebied was aanvankelijk ongeveer 300 km² groot, maar is in de loop der jaren iets kleiner geworden door verzilting van de bodem.
Het patrimonium bestaat uit ongeveer 250 soorten planten, 40 zoogdieren en 200 vogels. Een aantal hiervan staan op de Rode lijst.